# Raised Fist
Raised Fist ist eine 1993 gegründete Hardcore-Punk-Band aus Luleå, Schweden.

## Geschichte
Der Name leitet sich aus dem Rage-Against-the-Machine-Song Know Your Enemy ab, in dem es heißt: Born with an insight and a raised fist.
1993 fanden sich die Musiker Alexander Hagman, Petri Rönnberg, Peson, Andreas Johansson und Peter Karlsson zusammen und gründeten die Band „Raised Fist“. Noch bevor die Band eine CD herausgebracht hatte, unterschrieben sie einen Plattenvertrag bei Burning Heart Records. Es folgte 1994 die Debüt-EP You’re Not Like Me.
In den folgenden zwei Jahren verließen die beiden Gitarristen Petri Rönnberg und Peson die Band und wurden durch Marco Eronen (The Duskfall) ersetzt. Am 3. Juni 1996 folgte die zweite EP Stronger Than Ever. Im selben Jahr verließ auch Drummer Peter Karlsson die Band.
Mit seinem Nachfolger Oskar Karlsson erschien am 9. Dezember 1998 das Debütalbum Fuel.
Weitere zwei Jahre später erschien das zweite Album Ignoring the Guidelines.
Nach diesem herben Rückschlag nahm Produzent Daniel Bergstrand die Band unter seine Fittiche. Inzwischen erschien das Album Watch Your Step, welches die Songs von den beiden EPs You’re Not Like Me und Stronger Than Ever enthielt. Ein Jahr später kam Dedication auf den Markt, produziert von Daniel Bergstrand mit Unterstützung vom ehemaligen Misery Loves Co.-Bandmitglied Örjan Örnkloo. Zudem spielt Daniel die zweite Gitarre auf dem Album. Das Album an sich hatte weniger Hardcore-Elemente, dafür waren deutliche Industrial-Merkmale herauszuhören.
Nachdem „Raised Fist“ eine Einladung zum Ozzfest abgelehnt hatte, wurde es still um die Band. Marco Eronen und Oskar Karlsson wechselten zwischenzeitlich die Band und spielten zusätzlich bei „The Duskfall“ mit, wobei Oskar anschließend bei „Raised Fist“ komplett aufhörte. Nachdem Matte Modin für Oskar eingesprungen war, erschien, nach einer 4-jährigen Ruhephase, schließlich am 10. April 2006 Sound of the Republic, das keine Industrial-Einflüsse mehr besaß. Stattdessen setzte die Band wieder auf den typischen Hardcore und ließen mehr rockige Elemente einfließen. Nach dem großen Erfolg mit dem Album und einer festen Bandbesetzung, tourte „Raised Fist“ quer durch Europa. Unter anderem mit Bridge To Solace durch Deutschland.
2009 erschien ihr 5. Studioalbum Veil of Ignorance, wie die Vorgänger auch, unter Burning Heart Records. Das Album enthält wie schon die Vorgänger eine Menge an brutalen Hardcore-Songs, doch singt Alexander "Alle" Hagman in manchen Liedern mit klarem Gesang, was eher untypisch für die Band ist.
Am 19. Januar 2015 erschien das Album From The North, dessen Veröffentlichung eine ausgiebige Europa-Tournee folgte.
Im November 2019 erschien das Album Anthems.

## Stil
Gerade in den Jahren der EP You’re Not Like Me ist der Stil der Band noch stark an klassischen Hardcore-Punk-Formen und darüber hinaus speziell am sogenannten Youth Crew-Stil von Gorilla Biscuits, Youth of Today aber auch an Bands wie Sick of It All orientiert: Kurze Songs; Schnelle, treibende Rhythmen, unterbrochen durch kurze Mid-Tempo Zwischenparts und/oder Intros/Outros; Hardcore/Punk-typische Gitarrenriffs, die ergänzt werden durch die ein oder andere melodischere Akkordfolge sowie eine angepisste, etwas schreiende, sich wenig melodisch einbindende Stimme prägten das Bild der Gruppe.
In den darauf folgenden Jahren wird der Sound der Band – gerade ab dem Jahr 2000 – immer aggressiver, brutaler und metallischer: Vermehrt treten stampfende Mid-Tempo-Rhythmen des Schlagzeuges in den Vordergrund. Die Gitarrenriffs wirken derber und orientieren sich stärker an Rock und Metal. Auch längere Songs sowie komplexere Songstrukturen mit komplizierteren Rhythmus-Wechseln werden zunehmend prägender. Daneben ändern sich die Stimme des Sängers hin zu aggressivem Schreien und Brüllen – teilweise sogar Metal-typischem growlen. Dazwischen finden sich immer noch typische – jedoch durch die Veränderung im Stil wesentlich düstere und aggressiver klingende – schnellere Parts. Daneben werden aber auch vermehrt atmosphärischere und experimentelle Elemente eingebaut.
Bei Green Hell wurde der Stil der Band im Kontext des 2006 erschienenen Albums Sound of the Republic folgendermaßen beschrieben:

„[Das …] Grundgerüst bleibt nach wie vor brettharter, sauschneller Hardcore mit Metalkante und den stoisch wirkenden, vordergründig monotonen Vocals, die sich jedoch im Langzeittest als hochaggressiv und hard hittin’ herausstellen und wie ein ständig auf den Kopf niedertrommelnder Hagelschauer wirken.“

## Diskografie

### Alben
- 1998: Fuel
- 2000: Ignoring the Guidelines
- 2002: Dedication
- 2006: Sound of the Republic
- 2009: Veil of Ignorance
- 2015: From the North
- 2019: Anthems

### EPs und Kompilationen
- 1994: You’re Not Like Me (EP)
- 1996: Stronger Than Ever (EP)
- 2001: Watch Your Step (B-Seiten und Raritäten, Kompilation)